# Carlina sitiensis
Carlina sitiensis ist eine Pflanzenart aus der Gattung Eberwurzen (Carlina) in der Familie der Korbblütler (Asteraceae).

## Merkmale
Carlina sitiensis ist ein ausdauernder Schaft-Hemikryptophyt, der Wuchshöhen von 40 Zentimeter erreicht. Die Blattspindel weist eine Breite von 4 bis 6 Millimeter auf. Ihre Oberfläche ist gelbdornig und winzig drüsig sowie leicht spinnwebig. Die inneren Blütenhüllblätter sind bleich strohfarben oder weiß gefärbt.
Die Blütezeit liegt im Juli, selten beginnt sie bereits im Juni.
Die Chromosomenzahl beträgt 2n = 18.

## Vorkommen
Carlina sitiensis ist ein südostkardägäisches Florenelement und kommt in Ost-Kreta und auf Kasos vor. Die Art wächst in Phrygana und auf Ruderalstellen in Höhenlage von 0 bis 300 Metern.

## Belege
1. 1 2 3 4  Ralf Jahn, Peter Schönfelder: Exkursionsflora für Kreta. Mit Beiträgen von Alfred Mayer und Martin Scheuerer. Eugen Ulmer, Stuttgart (Hohenheim) 1995, ISBN 3-8001-3478-0, S. 319.
2. ↑   Tropicos.